# Tauno Mäki
Tauno Mäki (Karinainen, 6 dicembre 1912 – Helsinki, 7 ottobre 1983) è stato un tiratore a segno finlandese.

## Palmarès

### Olimpiadi
- 1 medaglia:
  - 1 bronzo (Helsinki 1952 nel bersaglio mobile 100 metri)